# Mukura Victory Sports
Der Mukura Victory Sports et Loisirs Football Club, häufig abgekürzt als Mukura Victory Sports oder Mukura bezeichnet, ist ein ruandischer Fußballverein aus Butare im Süden des Landes.

## Geschichte
Der 1963 gegründete Verein entwickelte sich im Laufe seiner Geschichte zu einer Konstante in der National Football League, der höchsten Spielklasse Ruandas. Während dort die Meisterschaft insbesondere von den Vereinen aus der Hauptstadt Kigali geprägt war, gewann die Mannschaft mehrfach den Titel des ruandischen Pokalsiegers. Erstmals war sie 1978 durch einen Finalsieg über Rayon Sports erfolgreich, 1986, 1990 und 1992 folgten weitere Titel. Die erste Teilnahme an einem internationalen Wettbewerb, dem African Cup Winners’ Cup, erfolgte 1982 jedoch ohne vorherigen Titelgewinn. Hier schied man jedoch in der ersten Runde aus, ebenso wie auch bei den bisher folgenden Kontinentalwettbewerbteilnahmen.

## Stadion
Seine Heimspiele trägt Mukura Victory Sport im Stade Huye aus, das zirka 20.000 Zuschauern Platz bietet.

## Erfolge
- Ruandischer Pokalsieger: 1978, 1986, 1990, 1992, 2018

## Saisonplatzierung
| Saison  | Liga                  | Level | Platz |
| ------- | --------------------- | ----- | ----- |
| 2008/09 | Rwanda Premier League | 1     | 7.    |
| 2009/10 | Rwanda Premier League | 1     | 8.    |
| 2010/11 | Rwanda Premier League | 1     | 9.    |
| 2011/12 | Rwanda Premier League | 1     | 3.    |
| 2012/13 | Rwanda Premier League | 1     | 4.    |
| 2013/14 | Rwanda Premier League | 1     | 8.    |
| 2014/15 | Rwanda Premier League | 1     | 10.   |
| 2015/16 | Rwanda Premier League | 1     | 3.    |
| 2016/17 | Rwanda Premier League | 1     | 12.   |
| 2017/18 | Rwanda Premier League | 1     | 13.   |
| 2018/19 | Rwanda Premier League | 1     | 3.    |
| 2019/20 | Rwanda Premier League | 1     | 4.    |
| 2020/21 | Rwanda Premier League | 1     | 13.   |
| 2021/22 | Rwanda Premier League | 1     | 5.    |
| 2022/23 | Rwanda Premier League | 1     | 6.    |
| 2023/24 | Rwanda Premier League | 1     | 4.    |
| 2024/25 | Rwanda Premier League | 1     | 5.    |
| 2025/26 | Rwanda Premier League | 1     |       |

Quelle: rsssf.org